# 함태인
함태인(본명 : 함태인, 1987년 10월 22일 ~ )은 대한민국의 배우이다.

## 출연작

### 영화
- 《자전차왕 엄복동》 (2019년) - 애국단 1 봉수 역
- 《인천상륙작전》 (2016년) - 도리우찌 형 역
- 《뷰티 인사이드》 (2015년) - 포장마차 우진 부 역
- 《세 개의 거울》 (2013년) - 대규 역

### 드라마
- 《가슴이 뛴다》 (2023년, KBS2) - 구 실장 역
- 《재벌집 막내아들》 (2022년, JTBC)
- 《이상한 변호사 우영우》 (2022년, ENA)
- 《그냥 사랑하는 사이》 (2017년, JTBC)
- 《아임 쏘리 강남구》 (2016년, SBS) - 정모혁 역
- 《미세스 캅 2》 (2016년, SBS) - 김실장 역
- 《트라이앵글》 (2014년, MBC)

### 광고
- 가네진